# Bayerische Staatsmedaille Innere Sicherheit
Die Bayerische Staatsmedaille Innere Sicherheit, genannt auch „Stern der Sicherheit“, ist eine Auszeichnung des Bayerischen Staatsministeriums des Innern, die seit 2013 jährlich an bis zu 15 Persönlichkeiten verliehen wird, die sich langjährige bzw. nachhaltige Verdienste um die Innere Sicherheit in Bayern erworben haben.
Die Bayerische Staatsmedaille Innere Sicherheit wird nur in einer Stufe verliehen.
Die Bayerische Staatsmedaille Innere Sicherheit trägt auf der Vorderseite einen Strahlenstern sowie Wappen mit Rauten mit der Umschrift „BAYERISCHE STAATSMEDAILLE INNERE SICHERHEIT“ und auf der Rückseite das große bayerische Staatswappen mit der Umschrift „DER BAYERISCHE STAATSMINISTER DES INNERN“. Sie hat einen Durchmesser von 50 mm von Spitze zu Spitze des Sterns und besteht aus Feinsilber.
Die Bayerische Staatsmedaille Innere Sicherheit ist kein Orden oder Ehrenzeichen im Sinn des Art. 118 Abs. 5 der Bayerischen Verfassung. Sie ist nicht zum Tragen in der Öffentlichkeit bestimmt.

## Liste der Träger

### 2013
- Günther Beckstein
- Reinhard Böttcher
- Wolfgang Eisenmenger
- Gabriele Karl-Linderer
- Manfred Schreiber
- Wiebke Steffen

### 2014
- Reinhold Baier
- Gerhard Bullinger
- Rudi Cerne
- Paul Greißinger
- Franz-Josef Hench
- Karl Herrmann
- Waldemar Kindler
- Elisabeth Schosser

### 2015
- Susanne Porsche
- Siglinde Schneider-Fuchs
- Innegrit Volkhardt
- Josef Hasler
- Wolfgang Ischinger
- Eduard Liedgens
- Gerd Neubeck
- Horst Schneider

### 2016
- Stephanie Freifrau von Freyberg
- Michael Bayeff-Filloff
- Oliver Bendixen
- Peter Dathe
- Rüdiger Grube
- Gerhard Opperer
- Johann Weber[4]

### 2017
- Marisa Burger
- Alexander Duda
- Roland Koller
- Dietmar Löffler
- Hans-Jürgen Memel
- Oliver Mignon
- Max Müller
- Sonja Ströbl
- Stefan Zapf
- Bernhard Zenke[5]

### 2018
- Wolfgang Bosbach
- Peter Paul Gantzer
- Alexander Graf Neidhardt von Gneisenau
- Petra Höll
- Sybille Jatzko
- Ulrike Scharf
- Christine Stettner
- Wolfgang Wipper[6]
- Johanna Mikl-Leitner[7]

### 2019
- Thomas de Maizière
- Sir Julian King
- Katja Anslinger
- Rudolf Cermak
- Heiner Dehner
- Wolfgang Gärthe
- Siegfried Hammrich
- Susanne Seßler
- Melanie Walter
- Peter Wendl[8][9]

### 2022
- Andreas Dietz
- Maria Els
- Petra Sandles
- Prof. Dr. Wilhelm Schmidbauer
- Harald Schneider
- Manfred Steger
- Dr. Christine Theiss[10]

### 2025
- Helmut Dotzler
- Dr. Albert Schiele
- Marc Gistrichovsky
- Dr. Karl Huber
- Prof. Dr. Eva-Maria Kern
- Dr. Gesine Krüger
- Manfred Ländner
- Benno Metz